# Người Copt
Người Copt là một sắc tộc tôn giáo bản địa tại Ai Cập, nơi họ là cộng đồng thiểu số lớn nhất nước. Họ cũng là cộng đồng Kitô giáo lớn nhất tại Ai Cập, Libya và vùng Trung Đông-Bắc Phi nói chung. Kitô giáo từng là tôn giáo của đại đa số người Ai Cập khoảng năm 400-800 CN và tiếp tục chiếm đa số sau khi Hồi giáo chinh phục cho tới giữa thế kỷ 10, còn ngày nay đây là thành phần thiểu số đáng kể. Về mặt lịch sử, họ nói tiếng Copt, giai đoạn sau cùng của tiếng Ai Cập, nhưng hiện tại không còn được dùng trong thường nhật và hầu như chỉ còn sử dụng trong phụng vụ từ thế kỷ 18. Nay người Copt nói tiếng Ả Rập phương ngữ Ai Cập. Họ cũng là những hậu duệ cuối cùng của người Ai Cập cổ đại vẫn chưa bị Ả Rập đồng hoá như phần đông người Ai Cập ngày nay.